# Rönnö naturreservat
Rönnö är ett naturreservat i gränstrakterna mellan Halland och Småland. Det är beläget i Knäreds socken i Laholms kommun, Torpa socken i Ljungby kommun och Hinneryds socken i Markaryds kommun. Det hanteras administrativt av två länsstyrelser, Hallands och Kronobergs.
Hela reservatet omfattar 768 hektar varav 328 hektar i Laholms kommun. Det är skyddat sedan 2003, 2005 och 2008.
Inom området finns kärrstråk med stora öppna mossar, sumpig tallskog, blandskog, barrskog, ädellövskogar av bok och ek. Längs med rinnande vatten ligger gamla slåtterkärr. Fågellivet är rikligt och här finns rödlistade mossor, lavar och svampar.
På myrarna blommar myrlilja, klockljung och tuvull. Den köttätande växten sileshår förekommer, på myrarna växer tre olika arter av dessa sileshår. I den södra delen av reservatet, i ett område som kallas för Baggabygget, växer gammal bok- och ekskog. Här finns både murkna lågor, högstubbar och hålträd där hackspettar trivs. En rad andra fåglar, såsom duvhök, bivråk, kattuggla, trana, stjärtmes, ljungpipare och mindre flugsnappare förekommer i området.